# Бизеня
Бизѐня (на италиански: Bisegna) е село и община в Южна Италия, провинция Акуила, регион Абруцо. Разположено е на 1210 m надморска височина. Населението на общината е 248 души (към 2010 г.).